# Beaulieu-sous-la-Roche
Beaulieu-sous-la-Roche je francouzská obec v departementu Vendée v Pays de la Loire.